# Pik Ostryj
Pik Ostryj är en bergstopp i Antarktis. Den ligger i Västantarktis. Argentina, Chile och Storbritannien gör anspråk på området. Toppen på Pik Ostryj är 997 meter över havet.
Terrängen runt Pik Ostryj är platt åt sydost, men åt nordväst är den kuperad. Trakten är obefolkad. Det finns inga samhällen i närheten.